# 奧普里利夫齊
49°42′5″N 25°39′40″E / 49.70139°N 25.66111°E
奧普里利夫齊（羅馬化：Oprilivtsi）是烏克蘭西部捷爾諾波爾州捷尔诺波尔区的村莊，處於赫尼茲代奇納河畔，距離伊瓦什基夫齊3公里，始建於1545年，面積2.08平方公里，2001年人口418。